# جيف ريتش
جيف ريتش (بالإنجليزية: Jeff Rich)‏، (ولد 8 يونيو 1953 في هاكني، لندن) هو عازف طبول روك إنجليزي، والمعروف لكونه عازف الطبول السابق لفرقة الروك الإنجليزية ستيتاس كو. درس ريتش في هاكني في منزل أبتون المتكامل، وأثناء تواجده هناك ظهر في الأوبرا توسكا في دار الأوبرا الملكية، كوفنت غاردن.
ساعد ريتش ديف ليبارد في أغسطس 1986 وعزف بجانب ريك ألين الذي فقد ذراعه اليسرى في حادث سير في ديسمبر 1984. مع ذلك، أثناء جولة ديف ليبارد الإحمائية الصغيرة في أيرلندا، فاتت ريتش إحدى الحفلات، وأدرك بقية أعضاء الفرقة بأن بمقدور ألين العزف بمفرده.
عزف ريتش مع ستريتش، وجودي تزوكي، وكلايماكس بلوز باند قبل انضمامه لستيتاس كو، حيث استبدل بيت كيرتشر في عزف الطبول في أواخر 1985. في أبريل 2000، أعلن ريتش عن نيته في الرحيل عن ستيتاس كو بعد 15 سنة في الفرقة، بسبب الإجهاد والالتزامات الأسرية. حل محله في عزف الطبول مات ليتلي.
أثناء تواجده مع ستيتاس كو، استعمل ريتش صنوج بيست وطبول بريمير، بالإضافة إلى طبل كبير بمقاس 22" من تاما. قبل جولة أندر ذا إنفلوينس في 1999، كان ريتش يضع صنوجه حرة وطافية فوق هيكل معدني، وهو الأمر الذي نوه له المعجبون بأنه كان "يعزف الطبول وكأنه داخل قفص".
بعد رحيله عن ستيتاس كو، بدأ ريتش بالتجول في المدارس في أنحاء المملكة المتحدة، مقدماً دروساً عن الإيقاع لأطفال المدارس، وهو الأمر الذي لايزال يقوم به حتى الآن. ريتش يعزف الطبول أيضاً للفرقة «ستيلر»، وهي فرقة تقديرية للفرقة فري.
يقوم ريتش الآن بالعزف في المدارس في حصص عزف احترافية.

## وصلات خارجية
- جيف ريتش على موقع ميوزك برينز (الإنجليزية)
- جيف ريتش على موقع ديسكوغز (الإنجليزية)